# Legionella birminghamensis
Espèce
Legionella birminghamensis est une espèce de bactéries gram négatives de la famille des Legionellaceae. Elle fait partie des espèces de Legionella reconnues comme pathogène pour l'homme.

## Historique
L'espèce Legionella birminghamensis a été décrite en 1988 après la caractérisation de sa souche type «1407-AL-H» isolée d'un prélèvement bronchique d'un patient.

## Description
Les Legionella birminghamensis sont des bacilles Gram-negatifs, ne sporulant pas et qui nécessitent de la L-cystéine pour leur croissance sur milieu BCYEα. La croissance est améliorée en présence de CO2. Ce sont des bactéries catalase positives, non mobiles et qui n'hydrolysent pas l'hippurate. Legionella birminghamensis ne produit pas de pigment brun sur des milieux contenant de la tyrosine.
Les acides gras cellulaires majoritaires sont des acides gras à chaînes ramifiés. Les acides gras de type non hydroxylé et 3-hydroxylés sont présents à un ratio de 9 pour 1. Il n'y a pas d'acides gras dihydroxylés
Le contenu en bases G+C est de 42,9 %.

## Taxonomie
Le nom correct complet (avec auteur) de ce taxon est Legionella birminghamensis Wilkinson et al. 1988. Ce nom a été validé la même année par l'ICSP dans le journal IJSB.
La souche type de cette espèce est la souche «1407-AL-H» qui a été déposée dans diverses banques de culture bactériennes de référence sous les identifiants ATCC 43702, CCUG 31233, CCUG 31233 A, CIP 103871, DSM 19232, JCM 7559 et NCTC 12437,.

### Étymologie
L'étymologie du nom d'espèce de Legionella birminghamensis vient du lieu d'origine de celle-ci et est la suivante : birm.ing.ham.en’sis. N.L. masc./fem. adj. birminghamensis, appartenant à Birmingham, Alabama, où l'isolat original a été découvert.

## Habitat
Tout comme les espèces L. gresilensis, L. beliardensis, L. feeleii, L. fairfieldensis, L. drozanskii et L. fallonii, cette bactérie peut être retrouvée comme particule infectieuse des Acanthamoeba lesquelles lui servent d'hôte pour s'y multiplier et de vecteur de propagation dans l'eau.